# Кіберзброя
Кіберзброю зазвичай визначають як зловмисне програмне забезпечення, яке використовується для військових, воєнізованих або розвідувальних цілей у рамках кібератаки. Сюди входять комп'ютерні віруси, трояни, шпигунське програмне забезпечення та хробаки, які можуть впроваджувати шкідливий код у наявне програмне забезпечення, змушуючи комп'ютер виконувати дії чи процеси, не передбачені його оператором.
Призначенням кіберзброї є цілеспрямоване порушення роботи інформаційно-технічних систем, викривлення, пошкодження, заволодіння або знищення критично важливої інформації, що може призвести до катастрофічних наслідків техногенного характеру.

## Історія
Stuxnet був одним з перших і одним з найвпливовіших зразків кіберзброї. 2010 року він був запущений Сполученими Штатами та Ізраїлем для атаки на іранські ядерні об'єкти. Stuxnet вважається першою великою кіберзброєю. Stuxnet також був першим випадком, коли нація використала кіберзброю для атаки на іншу націю. Після атак Stuxnet Іран використав кіберзброю для нападу на провідні американські фінансові установи, включаючи Нью-Йоркську фондову біржу.
Згодом за Stuxnet послідували Duqu 2011 року та Flame 2012 року. Складність Flame була неперевершеною на той час. Для поширення він використовував уразливості в Microsoft Windows. Зокрема, він був націлений на іранські нафтові термінали.
2017 року витоки даних показали, що нібито безпечні інструменти злому, які використовуються державними установами, можуть бути отримані, а іноді й викриті, третіми особами. Крім того, повідомлялося, що після втрати контролю над такими інструментами уряд, схоже, залишає «експлойти відкритими для повторного використання шахраями, злочинцями чи кимось іншим — з будь-якою метою». Клаудіо Гварнієрі, фахівець з технологій у Amnesty International, стверджує: «що ми дізнаємося з розкриттів та витоків останніх місяців, так це те, що невідомі вразливості зберігаються в таємниці навіть після того, як вони були явно втрачені, і це просто безвідповідально та неприйнятно».
Також того ж року WikiLeaks опублікував серію документів Vault 7, які містять деталі експлойтів та інструментів ЦРУ, де Джуліан Ассанж заявив, що вони працюють над тим, щоб «знешкодити» ці експлойти перед публікацією. Знешкодження кіберзброї може відбутися у формі звернення до відповідних постачальників програмного забезпечення з інформацією про вразливості в їхніх продуктах, а також про потенційну допомогу або автономну розробку виправлень для програмного забезпечення з відкритим кодом. Використання хакерських інструментів третіми сторонами особливо вплинуло на Агентство національної безпеки США (АНБ). У 2016 році китайська хакерська група ATP3 зібрала інформацію про хакерські інструменти АНБ, що дозволило їм створити власну версію інструменту. Згодом його застосували проти європейських та азіатських країн, хоча Сполучені Штати не були ціллю. Пізніше того ж року анонімна група під назвою «Shadow Brokers» злила в Інтернет те, що, як багато хто вважає, є інструментами АНБ. Ці дві групи не пов'язані між собою, і ATP3 мала доступ до інструментів принаймні за рік до витоку від Shadow Brokers. Злиті інструменти були розроблені Equation Group, організацією, підозрюваною у зв'язках з АНБ.
Серед інструментів, опублікованих Shadow Brokers, був EternalBlue, який АНБ використовувало для експлуатації помилок у Microsoft Windows. Це спонукало Microsoft випустити оновлення для захисту від інструменту. Коли Shadow Brokers публічно випустили EternalBlue, його швидко використали північнокорейські та російські хакери, які перетворили його на програми-вимагачі WannaCry та NotPetya відповідно. NotPetya, який спочатку був запущений в Україні, але згодом поширився по всьому світу, шифрував жорсткі диски та змушував користувачів платити викуп за їхні дані, незважаючи на те, що вони фактично ніколи не повертали дані.
У вересні 2018 року Міністерство оборони США офіційно підтвердило, що Сполучені Штати використовують кіберзброю для просування національних інтересів.

## Характеристики
Зазвичай кіберзброя, спонсорована або використовувана державою чи недержавним суб'єктом, досягає мети, яка в іншому випадку вимагала б шпигунства чи застосування сили, і використовується проти конкретних цілей. Кіберзброя виконує дію, для якої зазвичай потрібен солдат або шпигун, і яка буде вважатися або незаконною, або актом війни, якщо її буде виконувати безпосередньо агент спонсора в мирний час. Правові проблеми включають порушення конфіденційності цілі та суверенітету приймаючої країни. Прикладом таких дій є стеження, викрадення даних, електронне чи фізичне знищення. Хоча кіберзброя майже напевно призводить до прямого чи непрямого фінансового збитку цільовій групі, пряма фінансова вигода для спонсора не є основною метою цього класу агентів. Часто кіберзброя асоціюється із завданням фізичної чи функціональної шкоди системі, яку вона атакує, незважаючи на те, що вона є програмним забезпеченням. Однак немає єдиної думки щодо того, що офіційно вважається кіберзброєю.
На відміну від зловмисного програмного забезпечення, що використовується скрипткіді для організації бот-мереж, де право власності, фізичне місцезнаходження та звичайна роль атакуваних машин не має значення, кіберзброя демонструє високу вибірковість у застосуванні чи роботі. Перед атакою кіберзброя зазвичай ідентифікує ціль за допомогою різних методів.
Кіберзброя небезпечна з багатьох причин. Зазвичай її важко відстежити або захиститися від неї через відсутність у ній фізичних компонентів. Її анонімність дозволяє їй ховатися в системах непоміченою, доки атака не буде розпочата. Багато з цих атак використовують уразливості нульового дня (уразливості в програмному забезпеченні, на усунення яких компанії мають нуль днів). Вона також значно дешевша у виробництві, ніж засоби кіберзахисту для захисту від неї. Часто кіберзброю однієї сили отримує протилежна сила, а потім перепрофільовує для використання проти початкової сили, як це можна побачити з кіберзброєю WannaCry і NotPetya.
Хоча преса часто використовує термін «кіберзброя», деякі статті уникають його, замість цього вживаючи такі терміни, як «інтернет-зброя», «злом» або «вірус». Основні дослідники обговорюють вимоги терміну, все ще посилаючись на використання агента як «зброї», а спільнота розробників програмного забезпечення рідше використовує цей термін.

## Приклади
Перелічені нижче агенти зловмисного програмного забезпечення, як правило, відповідають наведеним вище критеріям, були офіційно названі експертами з безпеки галузі або були описані таким чином у урядових чи військових заявах:
- Duqu[22][23]
- Flame[22][23][24][25]
- Great Cannon(інші мови)[26][27]
- Stuxnet[3][2]
- NotPetya[28]
- Pegasus[29]

## Потенційна регуляція
Хоча повного регулювання кіберзброї не було, були запропоновані можливі системи регулювання. Система визначає, що кіберзброя, коли вона не використовується державою, підпадає під дію кримінального законодавства держави, а якщо її використовує держава, то кіберзброя підпорядковується міжнародному праву про ведення війни. Більшість запропонованих систем спираються на міжнародне право та правоохоронні органи, щоб зупинити неналежне використання кіберзброї. Зважаючи на новизну зброї, також точилася дискусія про те, як до неї застосовуються раніше існуючі закони, розроблені не з урахуванням кіберзброї.